# Station Sainte-Dorothée
Cet article concerne la station. Pour le quartier de Sainte-Dorothée, voir Sainte-Dorothée (Québec).
La station Sainte-Dorothée est située dans le quartier de Sainte-Dorothée de la ville de Laval au Québec.

## Histoire
À partir de 1918, le Réseau de transport métropolitain y exploite la ligne de trains de banlieue Deux-Montagnes.
La gare est fermée en 2020 afin de permettre la réalisation du Réseau express métropolitain dont elle deviendra une station en 2025. 

## Correspondances

### Société de transport de Laval[3]
| Circuit | Destination | Via                    |
| ------- | ----------- | ---------------------- |
| 26      | Montmorency | via Samson/Notre-Dame  |
| 76      | Montmorency | via Fabreville         |
| 903     | Montmorency | Express via Fabreville |

#### Lignes provisoires
Quelque lignes ont été créés pour répondre aux besoins de la clientèle pendant la construction du REM.
| Circuit | Destination         | Via                     |
| ------- | ------------------- | ----------------------- |
| 730     | Roxboro-Pierrefonds | via A-13 et Sunnybrooke |
| 744     | Côte-Vertu          | via Samson/Notre-Dame   |

### Exo

#### Ligne provisoire
| Circuit | Destinations                                                                     | Via                 |
| ------- | -------------------------------------------------------------------------------- | ------------------- |
| 498     | Terminus Saint-Eustache – Stationnement incitatif Avenue des Bois – Centre-ville | via Sainte-Dorothée |

### Société de transport de Laval
| Circuit | Destination | Via |
| ------- | ----------- | --- |
| T26     | Île-Bigras  |     |